# Pontian Kecil
Pontian Kecil – miasto w Malezji, w stanie Johor. W 2000 roku liczyło 40 675 mieszkańców.